# معتمدية بني حسان
معتمدية بني حسان إحدى معتمديات الجمهورية التونسية، تابعة لولاية المنستير.